# أوليفر جارفيس
أوليفر جارفيس (بالإنجليزية: Oliver Jarvis) هو سائق سيارة سباق بريطاني، ولد في 9 يناير 1984 في بورول في المملكة المتحدة.

## روابط خارجية
- أوليفر جارفيس على موقع DriverDB.com (الإنجليزية)